# Pozo de las Amoladeras
Conocido también con el nombre de el Pocico o el pozo de Torregarcía, el pozo de las Amoladeras es un pozo situado cerca de la desembocadura de la Rambla de las Amoladeras, en el municipio español de Almería.

## Descripción
Es un pozo de origen romano, realizado en mampostería. La característica más notable del mismo es un brocal de 5 m de altura, de los cuales, los dos más inferiores se encuentran revocados, lo que le da un aspecto de chimenea, pudiendo ser confundido por aquellos que no lo conocen con una torre o una antigua chimenea de fundición.
Su aspecto se debe a que a lo largo del tiempo el agua ha ido erosionando el lecho de la rambla, haciéndolo cada vez más bajo, a lo que se le añade la extracción humana de tierra para usarla como sustrato para agricultura o para la construcción; de ahí la impresionante altura del brocal. Debido a esto, existen tres bocas a distintos niveles para acceder a la polea que alza el agua del pozo. Aunque suele ser útil a lo largo de todo el año, en años de pocas precipitaciones puede secarse en verano.

## Historia
Cerca del pozo existió una pequeña colonia romana donde se construyeron unas balsas de salazones donde se realizaba el preciadísimo y cotizadísimo garum, datadas en el siglo I a. C.. Este pozo fue construido para proporcionar el agua potable a la colonia. Además, hasta la época franquista existió en las cercanías del pozo un cuartel de la Guardia Civil, cuya guarnición se abastecía también del pozo. Es estuvo extrayendo agua de su interior en mayor o menor medida hasta los años 1990.

## Acceso
Por el sendero que discurre entre Retamar y San Miguel de Cabo de Gata, denominado El Pocico-Las Marinas, llegamos a la desembocadura de la Rambla de las Amoladeras, y desde allí podremos divisar, a unos cien metros a la izquierda, una especie de chimenea de piedra, que no es otra cosa que el revestimiento interior del pozo. 